# Sabbatsforordning

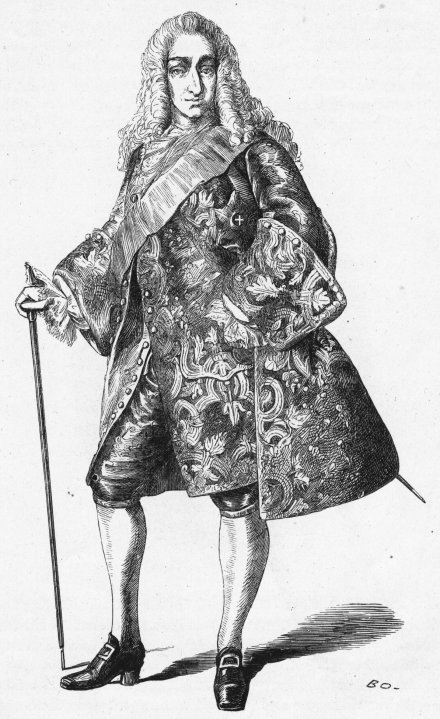
Chrystian VI Oldenburg

Sabbatsforordning (duń. "zarządzenie o niedzielach") W roku 1735 w trosce o pobożność poddanych Król Danii Chrystian VI Oldenburg wydał zarządzenie o nazwie sabbatsforordning zobowiązujące ich do udziału w niedzielnych nabożeństwach. W niedzielę nie można było nawet spacerować, nie mówiąc już o pracy. Za niedopatrzenie przewidywano wysokie grzywny. 
Dużą rolę w uchwaleniu dekretu mieli głoszący pietyzm duchowni, tacy jak kapelan królewski Johannes Bartholomaeus Bluhme (1681-1753) czy Hans Adolph Brorson.